# Antywodór

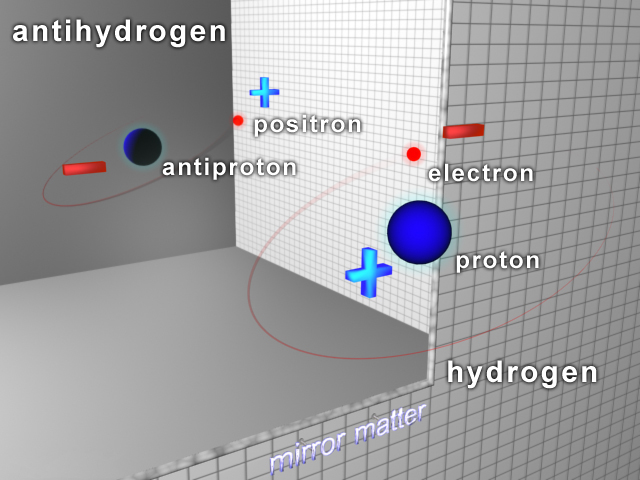
Antywodór jako odbicie lustrzane wodoru

Antywodór – pierwiastek antymaterii (antypierwiastek), odpowiednik wodoru w materii. Atom antywodoru składa się z pozytonu (antyelektronu) i antyprotonu, analogicznie do atomu wodoru, składającego się z elektronu i protonu. Symbolem używanym na oznaczenie antywodoru jest H.

## Wytworzenie antywodoru

Diagram wytworzenia antywodoru metodą zastosowaną w 1995 w LEAR

Pierwsze atomy antywodoru zostały uzyskane w 1995 w pierścieniu LEAR w laboratorium CERN przez zespół niemieckich i włoskich naukowców. Użyta metoda została zaproponowana w 1994 przez Charlesa Mungera, Stanleya Brodsky'ego i Ivana Schmidta. Idea eksperymentu polega na wpuszczeniu strumienia antyprotonów w pole elektryczne wytwarzane przez ciężkie jądra. W przypadku doświadczenia w LEAR wykorzystano jądra ksenonu. W wyniku oddziaływania ciężkiego jądra z antyprotonem może zostać wyemitowany foton, po czym może nastąpić konwersja fotonu na parę elektron-pozyton. Jeżeli następnie pozyton zostanie schwytany przez antyproton, powstaje atom antywodoru. Taki ciąg zdarzeń jest na tyle mało prawdopodobny, że podczas 15 godzin bombardowania jąder ksenonu wiązką 1,7×1010 antyprotonów wykryto 9 atomów antywodoru.
W 2010 po raz pierwszy udało się schwytać 38 atomów antywodoru wytworzonych w wyniku oddziaływania ok. 10 mln antyprotonów i 700 mln pozytonów. Atomy te utrzymane były w pułapce magnetycznej przez co najmniej 1/6 sekundy, a ich obecność zidentyfikowano na podstawie anihilacji po uwolnieniu z pułapki.
W 2011 roku w laboratorium CERN udało się utrzymywać w pułapce Penninga chmurę 300 atomów antywodoru przez 16 minut, po tym czasie nastąpiła anihilacja. Kontrolowanie antywodoru przez tak długi czas może pozwolić na przebadanie symetrii parzystości ładunku.